# Albert De Hert
Albert ("Bert") Lodewijk De Hert (Antwerpen, 18 november 1921 – Antwerpen, 8 juli 2013) was een Belgisch voetballer die speelde als aanvaller. Hij speelde in Eerste klasse bij Berchem Sport en werd in 1951 Belgisch topschutter. De Hert speelde eveneens 10 interlands met de Rode Duivels. Tijdens en na zijn voetbalcarrière was De Hert actief in de horeca; hij claimde het eerste broodje martino te hebben bereid in 1951.

## Levensloop

### De Hert als voetballer
De Hert was de zoon van Louis De Hert (1894-1967), die voetbalde bij Antwerp FC en Berchem Sport. Samen met zijn 1 jaar oudere broer Constant doorliep De Hert de jeugdreeksen bij Berchem Sport. Het was tijdens het begin van de Tweede Wereldoorlog dat De Hert voor het eerst in de eerste ploeg, die op dat moment in Tweede klasse actief was, kon spelen. De Hert werd na het seizoen 1941-42 topschutter in Tweede klasse met 41 doelpunten. In 1943 werd Berchem Sport kampioen en De Hert werd opnieuw topschutter met 55 doelpunten (record) De ploeg promoveerde naar Eerste klasse en kende daar zijn beste jaren in 1949, 1950 en 1951 wanneer ze telkens tweede eindigde in de Belgische voetbalcompetitie. In dat laatste jaar werd De Hert topschutter in de Eerste klasse met 27 doelpunten.
In 1949 werd De Hert voor de eerste maal opgeroepen voor het Belgisch voetbalelftal. In totaal speelde hij in 1949 en 1950 10 interlands waarin hij driemaal scoorde.
De Hert bleef voetballen bij Berchem Sport tot in 1955. Toen hij zijn schoenen aan de haak hing, had De Hert in totaal 266 wedstrijden gespeeld in de Eerste klasse en had hij hierin 173 doelpunten gescoord. In totaal met de tweede afdeling en oorlogsjaren kwam hij aan 362 wedstrijden en 307 doelpunten.

### De Hert in de horeca
Vlak na de Tweede Wereldoorlog, nog tijdens zijn voetbalcarrière, opende De Hert een sandwichbar in de Antwerpse uitgaansbuurt. Nadat hij in 1955 gestopt was met voetballen hield De Hert een tearoom open in het centrum van de stad. In 1962 begon De Hert een restaurant dat hij na 45 jaar uitbating verkocht en hij ging op 1 april 2008 op 86-jarige leeftijd met pensioen.

## Broodje martino
Een pikante variante van filet américain, vooral populair in België en zuidelijk Nederland, is de martino. De Hert claimt het eerste broodje martino te hebben bereid in 1951 in zijn sandwichbar. Volgens De Hert kwam voetballer Theo Maertens van Antwerp FC op een dag binnen met flinke honger en bestelde een broodje préparé met alles wat er in huis te vinden is. Dat bleek pilipili, tabasco, cayennepeper, augurken, zout, tomatenketchup, worcestersaus en gesnipperde ui te zijn. Het nieuwe broodje viel erg in de smaak en iemand anders riep: Doe mij maar hetzelfde als de Martino en het broodje martino was geboren. (De Hert en Maertens werden in die tijd respectievelijk Alberto en Martino genoemd).
18 november is de ludieke dag van het beroemde Antwerpse broodje Martino. Het was het mediakanaal Antwerpen Lokaal die de geboortedag van Albert De Hert in 2024 uitriep tot de dag van de Martino. 